# Polystichum marionense
Polystichum marionense är en träjonväxtart som beskrevs av Arthur Hugh Garfit Alston och Schelpe. Polystichum marionense ingår i släktet Polystichum och familjen Dryopteridaceae. Inga underarter finns listade.